# Iso Häähdjärvi
Iso Häähäjärvi eller Häähdjärvi är en sjö i Finland. Den ligger i Nystads stad i landskapet Egentliga Finland, i den sydvästra delen av landet, 190 km väster om huvudstaden Helsingfors. Iso Häähäjärvi ligger 7 meter över havet. Arean är 8,3 hektar och strandlinjen är 1,43 kilometer lång. Sjön  ingår i Skärgårdshavets kustområde, Åland.   I omgivningarna runt Iso Häähäjärvi växer i huvudsak barrskog.